# Clasificación de CCCF/NAFC para la Copa Mundial de Fútbol de 1958
Para la Copa Mundial de Fútbol de 1958 en Suecia, CCCF y NAFC contaban solamente con una plaza de 15 restantes. Todos los partidos se disputaron durante 1957.
La clasificación se definió por una liguilla en la que participaron Costa Rica y México. Al final quien obtuvo la clasificación fue la selección mexicana.

## Primera ronda

### Grupo 1
| Equipo         | Pts. | PJ | PG | PE | PP | GF | GC | Dif |
| -------------- | ---- | -- | -- | -- | -- | -- | -- | --- |
| México         | 8    | 4  | 4  | 0  | 0  | 18 | 2  | 16  |
| Canadá         | 4    | 4  | 2  | 0  | 2  | 8  | 8  | 0   |
| Estados Unidos | 0    | 4  | 0  | 0  | 4  | 5  | 21 | -16 |

| 7 de abril de 1957 | México                                                      | 6:0 (3:0) | Estados Unidos | Estadio Universitario, Ciudad de México                        |                                                                |
|                    | H. Hernández 15', 65' · Gutiérrez 26' · Reyes 35', 70', 78' | Reporte   |                | Asistencia: 60,000 espectadores Árbitro(s): Walter van Rosberg | Asistencia: 60,000 espectadores Árbitro(s): Walter van Rosberg |

| 28 de abril de 1957 | Estados Unidos    | 2:7 (2:3) | México                                                                         | Veterans Memorial Stadium, Long Beach                      |                                                            |
|                     | E. Murphy 8', 43' |           | A. Hernández 22', 36', 82' · Gutiérrez 38' · H. Hernández 65', 87' · Sesma 79' | Asistencia: 12,500 espectadores Árbitro(s): Raymond Morgan | Asistencia: 12,500 espectadores Árbitro(s): Raymond Morgan |

| 22 de junio de 1957 | Canadá                                                   | 5:1 (2:1) | Estados Unidos    | Varsity Stadium, Toronto                                |                                                         |
|                     | McLeod 32' · Philley 35' · Hughes 55', 80' · Stewart 57' | Reporte   | Keough 25' (pen.) | Asistencia: 7,567 espectadores Árbitro(s): Harry Sadler | Asistencia: 7,567 espectadores Árbitro(s): Harry Sadler |

| 30 de junio de 1957 | México                           | 3:0 (1:0) | Canadá | Estadio Universitario, Ciudad de México                        |                                                                |
|                     | González 5', 72' · Gutiérrez 46' | Reporte   |        | Asistencia: 60,000 espectadores Árbitro(s): Walter van Rosberg | Asistencia: 60,000 espectadores Árbitro(s): Walter van Rosberg |

| 3 de julio de 1957 | Canadá | 0:2 (0:2) | México                   | Estadio Universitario, Ciudad de México                        |                                                                |
|                    |        | Reporte   | Gutiérrez 8' · Sesma 28' | Asistencia: 40,000 espectadores Árbitro(s): Walter van Rosberg | Asistencia: 40,000 espectadores Árbitro(s): Walter van Rosberg |

| 6 de julio de 1957                                                                                 | Estados Unidos              | 2:3 (1:3) | Canadá                                 | Public School Ground, St. Louis                             |                                                             |
| | Mendoza 42' · J. Murphy 80' | Reporte   | Philley 9' · Steckiw 14' · Stewart 25' | Asistencia: 1,500 espectadores Árbitro(s): Stan Lutostanski | Asistencia: 1,500 espectadores Árbitro(s): Stan Lutostanski |
| La selección de Estados Unidos estaba compuesta en su totalidad por jugadores del St. Louis Kutis. |                             |           |                                        |                                                             |                                                             |

### Grupo 2
| Equipo                | Pts. | PJ | PG | PE | PP | GF | GC | Dif |
| --------------------- | ---- | -- | -- | -- | -- | -- | -- | --- |
| Costa Rica            | 8    | 4  | 4  | 0  | 0  | 15 | 4  | 11  |
| Antillas Neerlandesas | 2    | 3  | 1  | 0  | 2  | 4  | 7  | -3  |
| Guatemala             | 0    | 3  | 0  | 0  | 3  | 4  | 12 | -8  |

| 10 de febrero de 1957 | Guatemala                  | 2:6 (1:4) | Costa Rica                                                      | Estadio Mateo Flores, Ciudad de Guatemala                         |                                                                   |
|                       | Vickers 19' · Espinoza 87' | Reporte   | Monge 10', 25', 40' · Jiménez 16' · Rodríguez 48' · Murillo 82' | Asistencia: 50,000 espectadores Árbitro(s): José Antonio Sundheim | Asistencia: 50,000 espectadores Árbitro(s): José Antonio Sundheim |

| 17 de febrero de 1957                                                                                              | Costa Rica                                     | 3:1 (2:0) | Guatemala   | Estadio Nacional, San José |                           |
| | Jiménez 10' · Cordero 27' (pen.) · Herrera 65' | Reporte   | Cordero 61' | Árbitro(s): Ovidio Orrego  | Árbitro(s): Ovidio Orrego |
| El partido fue abandonado después de 66 minutos debido a una pelea entre los dos equipos. El resultado se mantuvo. |                                                |           |             |                            |                           |

| 3 de marzo de 1957 | Costa Rica                          | 4:0 (2:0) | Antillas Neerlandesas | Estadio Nacional, San José  |                             |
|                    | Herrera 16', 63' · Murillo 35', 67' | Reporte   |                       | Árbitro(s): Charles McKenna | Árbitro(s): Charles McKenna |

| 14 de marzo de 1957 | Guatemala     | 1:3 (1:2) | Antillas Neerlandesas            | Estadio Mateo Flores, Ciudad de Guatemala                         |                                                                   |
|                     | Contreras 41' | Reporte   | de Lannoy 23', 31' · Meulens 65' | Asistencia: 40,000 espectadores Árbitro(s): José Antonio Sundheim | Asistencia: 40,000 espectadores Árbitro(s): José Antonio Sundheim |

| 4 de agosto de 1957 | Antillas Neerlandesas | 1:2 (1:0) | Costa Rica              | Estadio del Rif, Willemstad    |                                |
|                     | Sambo 15'             | Reporte   | Cordero 53' · Monge 60' | Árbitro(s): Vincenzo Orlandini | Árbitro(s): Vincenzo Orlandini |

| | Antillas Neerlandesas | -       | Guatemala | Estadio del Rif, Willemstad |  |
| |                       | Reporte |           |                             |  |
| El partido no se jugó porque a los jugadores de Guatemala no les fue permitido hacer el viaje al Territorio de Curazao. |                       |         |           |                             |  |

## Segunda ronda
| 20 de octubre de 1957 | México                   | 2:0 (0:0) | Costa Rica | Estadio Universitario, Ciudad de México                  |                                                          |
|                       | Belmonte 77' · López 86' | Reporte   |            | Asistencia: 80 000 espectadores Árbitro(s): John Husband | Asistencia: 80 000 espectadores Árbitro(s): John Husband |

| 27 de octubre de 1957 | Costa Rica | 1:1 (1:1) (Global 1:3) | México    | Estadio Nacional, San José                                  |                                                             |
|                       | Soto 32'   | Reporte                | López 27' | Asistencia: 35 738 espectadores Árbitro(s): Gabriel Sánchez | Asistencia: 35 738 espectadores Árbitro(s): Gabriel Sánchez |

## Estadísticas

### Clasificación general
| Pos. | Selección             | Pts. | PJ | PG | PE | PP | GF | GC | Dif | Rend. |
| ---- | --------------------- | ---- | -- | -- | -- | -- | -- | -- | --- | ----- |
| 1    | México                | 11   | 6  | 5  | 1  | 0  | 21 | 3  | 18  | 91.7% |
| 2    | Costa Rica            | 9    | 6  | 4  | 1  | 1  | 16 | 7  | 9   | 75%   |
| 3    | Canadá                | 4    | 4  | 2  | 0  | 2  | 8  | 8  | 0   | 50%   |
| 4    | Antillas Neerlandesas | 2    | 3  | 1  | 0  | 2  | 4  | 7  | -3  | 33.3% |
| 5    | Guatemala             | 0    | 3  | 0  | 0  | 3  | 4  | 12 | -8  | 0%    |
| 6    | Estados Unidos        | 0    | 4  | 0  | 0  | 4  | 5  | 21 | -16 | 0%    |

### Goleadores
| Jugador              | Selección  | Goles marcados | PJ |
| -------------------- | ---------- | -------------- | -- |
| Crescencio Gutiérrez | México     | 5              | 4  |
| Fello Hernández      | México     | 4              | 2  |
| Salvador Reyes       | México     | 3              | 3  |
| Jorge Monge          | Costa Rica | 3              | 6  |
| Álvaro Murillo       | Costa Rica | 3              | 6  |
| Rodolfo Herrera      | Costa Rica | 3              | 6  |

## Clasificado
| Bandera de México |
| México            |
| Primer puesto     |